# Animals (핑크 플로이드의 음반)
Animals는 영국의 프로그레시브 록 밴드 핑크 플로이드가 1977년 1월 23일 발매한 콘셉트 음반이다. 미국에서는 같은 해 2월 2일에 발매하였다. 펑크 록의 시대 2위에 오르면서 영국에서 성공을 거두었고, 미국에서는 빌보드 앨범 차트 3위를 달성하였다. (1위와 2위는 이글스의 Hotel California, 영화 스타 탄생의 바브라 스트라이샌드 사운드트랙) 미국 차트에는 6달 동안만 머물렀지만, 지속적으로 판매되었고 RIAA에서 쿼드러플 플래티넘 등급을 받았다.
조지 오웰의 《동물 농장》에게서 영감을 얻은 것으로 알려져있다.

## 곡 목록
따로 표기한 곡 외에는 모두 로저 워터스 혼자서 작곡, 작사하였다.

 Dogs를 제외하고는(데이빗 길모어 참여) 모든 곡은 로저 워터스가 노래하였다.

### A면
1. "Pigs on the Wing 1" - 1:24
2. "Dogs" (길모어, 워터스) – 17:06

### B면
1. "Pigs (Three Different Ones)" – 11:28
2. "Sheep" – 10:21
3. "Pigs on the Wing 2" – 1:27